# Lenexa
Lenexa es una ciudad ubicada en el condado de Johnson en el estado estadounidense de Kansas. En el año 2010 tenía una población de 48190 habitantes y una densidad poblacional de 540,25 personas por km².

## Geografía
Lenexa se encuentra ubicada en las coordenadas 38°57′53″N 94°45′34″O / 38.96472, -94.75944 (38.964689, -94.759535).

## Demografía
Según la Oficina del Censo en 2000 los ingresos medios por hogar en la localidad eran de $61,990 y los ingresos medios por familia eran $76,321. Los hombres tenían unos ingresos medios de $50,495 frente a los $32,166 para las mujeres. La renta per cápita para la localidad era de $30,212. Alrededor del 3.4% de la población estaba por debajo del umbral de pobreza.